# Ophrys neoruppertii
Ophrys neoruppertii là một loài thực vật có hoa trong họ Lan. Loài này được A.Camus ex Ruppert mô tả khoa học đầu tiên năm 1926.